# Асакасы (Чебоксарский район)
Асакасы́ (чув. Ассакасси) — деревня в Чебоксарском районе Чувашской Республики. Входит в состав Лапсарского сельского поселения.

## География
Находится в северной части Чувашии на расстоянии приблизительно 4 км на северо-запад по прямой от районного центра поселка Кугеси.

## История
Известна с 1795 года, когда здесь было 10 дворов. Позже учитывалась как околоток деревни Янымова (ныне не существует). В 1858 году был учтен 61 житель, в 1897 — 94 жителя, в 1926 — 52 двора, 226 жителей, в 1939—229 жителей, в 1979—240 . В 2002 году было 69 дворов, 2010 — 55 домохозяйств. В 1931 образован колхоз «Ударник», в 2010 году работало ООО «Чебоксарская птицефабрика».

## Население
Постоянное население составляло 186 человек (чуваши 94 %) в 2002 году, 181 в 2010.